# Sara Sport FC
Câu lạc bộ bóng đá Sara Sport là một câu lạc bộ bóng đá Togo đến từ Bafilo, thi đấu ở giải hạng nhì của bóng đá Togo.

## Sân vận động
Câu lạc bộ thi đấu trên sân nhà Stade Municipal Bafilo có sức chứa 1.000 chỗ ngồi.

## Tham gia giải vô địch
- Giải bóng đá vô địch quốc gia Togo:2011–2012
- Giải bóng đá hạng nhì quốc gia Togo:2012–

## Thành tích ở các giải đấu CAF
- CAF Cup: 1 lần tham gia

2002 –

## Thành tích ở Cúp bóng đá Togo
Chung kết 2001:Dynamic Togolais (Lomé) 3–0 Sara Sport de Bafilo